# Coenosia cryptica
Coenosia cryptica este o specie de muște din genul Coenosia, familia Muscidae, descrisă de Paterson în anul 1956.
Este endemică în Tanzania. Conform Catalogue of Life specia Coenosia cryptica nu are subspecii cunoscute.